# Benjamin Edelin
Benjamin Edelin (Saint-Lô, 23 de fevereiro de 1993) é um desportista francês que compete no ciclismo na modalidade de pista, especialista na prova de velocidade por equipas.
Ganhou uma medalha de bronze no Campeonato Mundial de Ciclismo em Pista de 2017 e uma medalha de ouro no Campeonato Europeu de Ciclismo em Pista de 2017.

## Medalheiro internacional
| Campeonato Mundial | Campeonato Mundial | Campeonato Mundial | Campeonato Mundial     |
| Ano                | Lugar              | Medalha            | Competição             |
| ------------------ | ------------------ | ------------------ | ---------------------- |
| 2017               | Hong Kong ( China) | Medalha de bronze  | Velocidade por equipas |
| Campeonato Europeu |                    |                    |                        |
| Ano                | Lugar              | Medalha            | Competição             |
| 2017               | Berlim ( Alemanha) | Medalha de ouro    | Velocidade por equipas |